# Pseudokód
Pseudokód je kompaktní a neformální způsob zápisu počítačového algoritmu, který používá strukturní konvence programovacích jazyků, avšak typicky nezahrnuje detailní syntaxi jako jsou deklarace proměnných, podprocedury nebo jiné konstrukce specifické pro konkrétní programovací jazyk. Zápis je pro srozumitelnost částečně doplněn popisy podrobností v přirozeném jazyce nebo kompaktně vyjádřeným matematickým zápisem.
Za jednu z grafických alternativ pseudokódu lze považovat vývojové diagramy.

## Příklady pseudokódu
Následující příklad ilustruje rozdíl mezi pseudokódem a programovacím jazykem:
| Programovací jazyk PHP: <?php if (je_platne($cislo_kk)) { spust_prenos($cislo_kk, $objednavka); } else { zobraz_chybu(); } ?> | Pseudokód: pokud je číslo kreditní karty platné proveď přenos, založený na číslech kreditní karty a objednávky jinak zobraz chybové hlášení konec podmínky |

Obzvláště jednoduchý je v pseudokódu zápis programu Hello world:
```
vypiš Hello World
```